# Microspio hartmanae
Microspio hartmanae är en ringmaskart som beskrevs av Blake 1983. Microspio hartmanae ingår i släktet Microspio, och familjen Spionidae. Inga underarter finns listade.